# بوف ماهیگیر حنایی
بوف ماهیگیر حنایی (نام علمی: Scotopelia ussheri) نام یک گونه از سرده بوف ماهیگیر است.